# توني فيريرا
توني فيريرا (بالإنجليزية: Tony Ferreira)‏ هو لاعب كرة قاعدة أمريكي، ولد في 4 أكتوبر 1962 في ريفرسايد في الولايات المتحدة.

## وصلات خارجية
- توني فيريرا على موقعبيزبول رفرنس.كوم (الدوري الرئيسي) (الإنجليزية)